# Językoznawstwo porównawcze
Językoznawstwo porównawcze – dział językoznawstwa, zajmujący się porównywaniem form językowych w różnych językach naturalnych. Celem takiego porównywania jest ustalenie podobieństw i różnic między językami. Na przykład w językach słowiańskich słowo ‘woda’ ma taką samą postać. Podobne do niej są niemieckie ‘Wasser’ czy angielskie ‘water’. Taka obserwacja pozwala wyciągnąć wnioski o bliskości tych języków i wyznaczyć stosunki pokrewieństwa między nimi, tj. zrekonstruować rodziny językowe, np. rodzinę indoeuropejską (z językiem przodkiem – językiem praindoeuropejskim). Porównywanie języków ma także na celu odkrywanie ogólnych praw językowych, procesów rozwojowych języka. Językoznawstwo porównawcze zajmujące się porównywaniem języków współczesnych, istniejących równolegle w tym samym czasie, określane jest mianem językoznawstwa synchroniczno-porównawczego, zaś językoznawstwo porównawcze zajmujące się rozwojem języka z biegiem czasu określane jest mianem językoznawsta historyczno-porównawczego.
Językoznawstwo porównawcze pośrednio służy również odkryciom o charakterze niejęzykoznawczym. Na przykład na terenie dzisiejszych Węgier musieli dawniej mieszkać Słowianie, skoro w nazwach miejscowych tamtego terenu obecne są rdzenie, które językoznawstwo porównawcze określa jako słowiańskie. Balaton to ´jezioro błotne´ tak, jak Bałtyk jest ´błotnym morzem´, bo wiemy, że prasłowiańskie ‘balto’ musiało zgodnie z tzw. prawem metatezy dać w większości zachodnich języków słowiańskich postać ‘bloto’, w językach południowych ‘blato’, a we wschodnich ‘boloto’. Podobnie w nazwie stolicy Węgier – 'Budapeszt' obecny jest słowiański rdzeń ‘-peszt’, gdyż w wyniku badań porównawczych zauważono, że południowosłowiańskie języki w wyniku palatalizacji grup ‘kt’, ‘gt’ uzyskiwały zbitkę ‘szt’. Znając wynik tej palatalizacji w języku polskim, czyli ‘c’, można ustalić, że ‘peszt’ to ‘piec’. 
Analiza porównawcza języków pozwala też rzucić pewne światło na kulturę i pochodzenie ludów posługujących się prajęzykiem danej rodziny. Przykładowo - istnienie wspólnych semickich rdzeni o znaczeniu odnoszącym się do rolnictwa, pozwala przypuszczać, że rolnictwo było podstawą gospodarki ludów posługujących się językiem prasemickim.
Językoznawstwo porównawcze (zwane też kontrastywnym) ma także zastosowanie bardziej współczesne – w studiach nad dwujęzycznością oraz przyswajaniem języków obcych.
Wybitni badacze tego kierunku:
- Carl Darling Buck – autor gramatyki porównawczej grecko-łacińskiej
- Friedrich Karl Brugmann
- Berthold Delbrück
- Jerzy Kuryłowicz
- Adam Weinsberg